# Jesse (imię)
Jesse – imię męskie pochodzenia biblijnego. Imię to nosił Jesse, ojciec króla Dawida. Pochodzi ono od hebrajskiego יִשַׁי (Isaj) co prawdopodobnie oznaczało „podarek, podarunek”.
Znane osoby o imieniu Jesse:
- Jesse Jackson – amerykański polityk, pastor
- Jesse James – przestępca, jedna z legend Dzikiego Zachodu
- Jesse Lingard – angielski piłkarz
- Jesse McCartney – piosenkarz amerykański
- Jesse Moss – kanadyjski aktor
- Jesse Owens – amerykański lekkoatleta
- Jesse Pinkman(inne języki) - Deuteragonista amerykańskiego serialu "Breaking Bad"